# Индустријска зона С. П. Ц. (Тревизо)
Индустријска зона С. П. Ц. је насеље у Италији у округу Тревизо, региону Венето.
Према процени из 2011. у насељу је живело 36 становника. Насеље се налази на надморској висини од 6 м.